# Thérèse Tréfouël
Pour les articles homonymes, voir Tréfouël.
Thérèse Tréfouël, née Thérèse Boyer, est une biochimiste française née le 19 juin 1892 à Paris et morte le 9 novembre 1978 dans cette même ville.

## Biographie
Thérèse Boyer a fait ses études à l'université de Bordeaux et à la faculté des sciences de Paris. Elle a été ensuite assistante de 1921 à 1938, chef de laboratoire de 1938 à 1954, puis chef de service de 1955 à 1962 au laboratoire de chimie thérapeutique de l'Institut Pasteur, à Paris. Elle était membre de la Société de pathologie exotique depuis 1927. 
Elle a épousé son collègue, Jacques Tréfouël, le 1er juin 1921. Ils ont mené une longue et fructueuse collaboration. 
En 1935, sous la direction d'Ernest Fourneau et conjointement avec Federico Nitti et Daniel Bovet, ils découvrent les propriétés thérapeutiques des sulfamides. Ils ont été tous deux nommés pour le prix Nobel de chimie en 1950.

## Publications

### Traduction
- Henry Gilman, Roger Adams, James Bryant Conant et al. (préf. Ernest Fourneau), Synthèses organiques : Édition d'ensemble révisée des volumes annuels I à IX [de la revue Organic Syntheses], Paris, Masson et Cie, 1935, 510 p. (BNF 31491693, présentation en ligne) (avec Jacques Tréfouël et Léon Palfray).

### Participation
- « Chimiothérapie », dans Victor Grignard, Georges Dupont et René Locquin (dir.), Traité de chimie organique, t. 22, Paris, Masson, 1953, p. 1113-1250 (avec Jacques Tréfouël).

## Hommage
Le terre-plein central d'une section du boulevard Pasteur, entre la rue de Vaugirard et les rues Edmond-Guillout et du Docteur-Roux, dans le XVe arrondissement de Paris, a été nommé place Jacques-et-Thérèse-Tréfouël par arrêté municipal du 9 janvier 1987.